# (11556) 1993 DV
1993 دي في (ويعرف أيضًا باسم (11556) 1993 دي في وفق تسمية الكوكب الصغير) (بالإنجليزية: 1993 DV)‏ هو كويكب ضمن حزام الكويكبات؛ وترتيبه 11556 من حيث الاكتشاف.
اكتُشف هذا الجُرم الفلكي بواسطة هيروشي كانيدا في 21 فبراير 1993.

## وصلات خارجية
- (11556) 1993 DV في قاعدة بيانات مختبر الدفع النفاث لأجرام النظام الشمسي الصغيرة

- الاكتشاف · مخطط المدار ·  العناصر المدارية · المعلمات المادية

- (11556) 1993 DV على موقع ويكي سكاي: DSS2, SDSS, GALEX, IRAS, Hydrogen α, X-Ray, Astrophoto, Sky Map, Articles and images